# Acerodon jubatus
Acerodon jubatus é uma espécie de morcego da família Pteropodidae ameaçada de extinção. Endêmica das Filipinas.